# Tiny

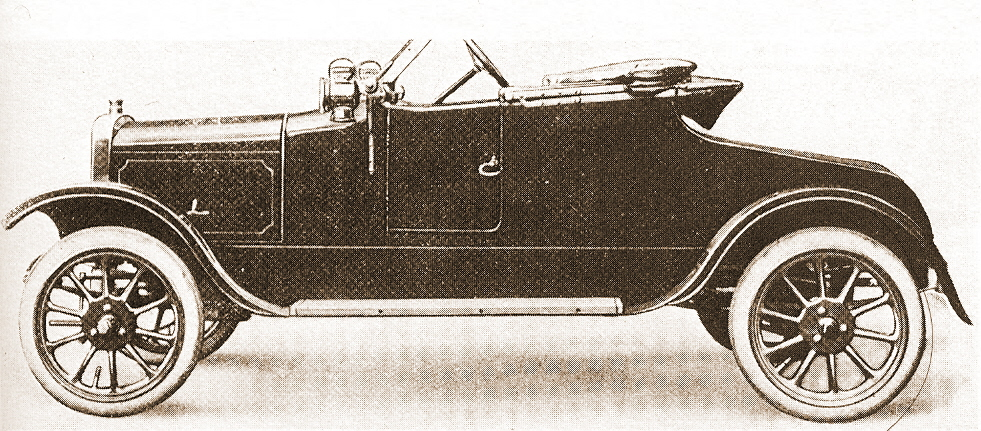
Tiny (1915)

Tiny war eine britische Automarke, die zwischen 1913 und 1915 von Nanson Barker & Company Ltd. in Esholt (West Yorkshire) hergestellt wurde.

## Modelle
1913 erschien als erstes Modell ein Cyclecar. Der 8 HP hatte einen wassergekühlten V2-Motor mit 964 cm³ Hubraum. Der zweisitzige, 3200 mm lange und 1321 mm breite Roadster mit Verdeck hatte einen Radstand von 2438 mm und eine Spurweite von 1118 mm.
1915 lösten die Kleinwagen 10 HP und 10/15 HP den 8 HP ab. Die etwas längeren Fahrzeuge besaßen die gleichen Fahrwerke wie der Vorgänger, waren aber mit Vierzylinder-Reihenmotoren ausgestattet. Der 10 HP hatte einen Hubraum von 1094 cm³, der 10/15 HP einen von 1177 cm³.
Nach dem Ersten Weltkrieg wurde keines dieser Fahrzeuge mehr aufgelegt.
| Modell   | Bauzeitraum | Zylinder | Hubraum  | Radstand |
| -------- | ----------- | -------- | -------- | -------- |
| 8 HP     | 1913–1914   | 2 V      | 964 cm³  | 2438 mm  |
| 10 HP    | 1915        | 4 Reihe  | 1094 cm³ | 2438 mm  |
| 10/15 HP | 1915        | 4 Reihe  | 1177 cm³ | 2438 mm  |